# RANS Nusantara
Raffi Ahmad Nagita Slavina Nusantara FC, kurz RANS FC, ist ein Fußballverein aus Jakarta, Indonesien. Der Verein wurde 2012 als Cilegon United gegründet. Im Jahr 2021 stieg der Investor Raffi Ahmad ein und benannte den Club nach seiner Firma RANS Entertainment um. Seit der Saison 2022/23 spielt der Verein in der erstklassigen Liga 1.

## Stadion

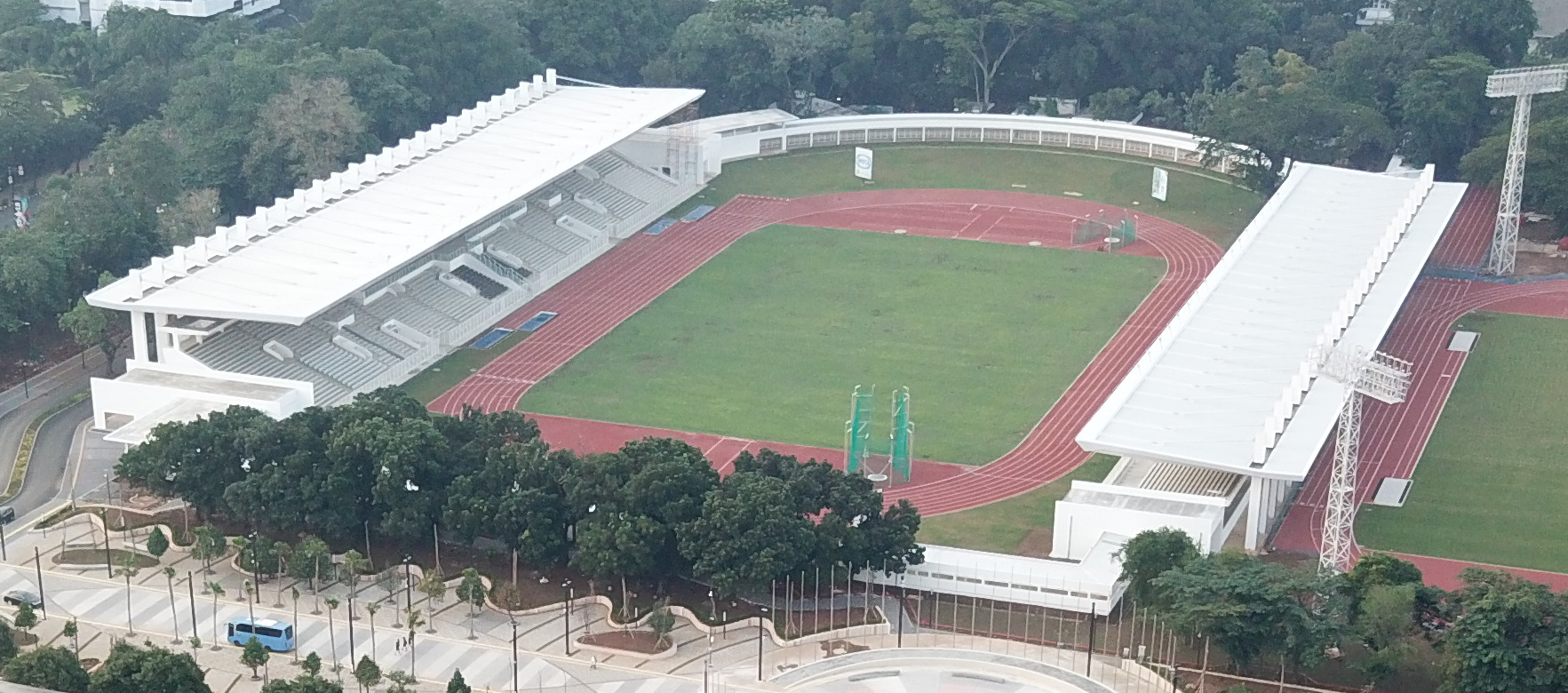
Gelora Bung Karno Madya Stadium (2018)

Seine Heimspiele trägt der Verein im Gelora Bung Karno Madya Stadium, auch unter dem Namen Madya Stadium bekannt, in Zentraljakarta aus. Das Stadion hat ein Fassungsvermögen von 9170 Personen. Das Stadion ist ein sekundäres Stadion innerhalb des Bung Karno Sports Complex.

## Trainerchronik
| Trainer             | Nation     | von               | bis               |
| ------------------- | ---------- | ----------------- | ----------------- |
| Kas Hartadi         | Indonesien | 1. Januar 2015    | 31. Dezember 2015 |
| Bambang Nurdiansyah | Indonesien | 13. März 2019     | 18. August 2019   |
| Hery Kiswanto       | Indonesien | 1. März 2020      | 31. Dezember 2020 |
| Bambang Nurdiansyah | Indonesien | 31. März 2021     | 10. November 2021 |
| Rahmad Darmawan     | Indonesien | 11. November 2021 | 31. Dezember 2021 |
| Rahmad Darmawan     | Indonesien | 11. April 2022    | 1. Februar 2023   |
| Rodrigo Santana     | Brasilien  | 2. Februar 2023   | heute             |